# Étormay
 Étormay  là một xã ở tỉnh Côte-d’Or trong vùng Bourgogne-Franche-Comté, phía đông nước Pháp. Xã Étormay nằm ở khu vực có độ cao trung bình 415 mét trên mực nước biển.